# Braunrücken-Leierschwanz
Der Braunrücken-Leierschwanz (Menura alberti) ist ein ca. 90 Zentimeter großer Vertreter aus der Familie der Leierschwänze (Menuridae). Das Gewicht der Einzeltiere beträgt 930 Gramm. Die Rückenhöhe beträgt 35 Zentimeter und die Flügelspannweite ca. 50 Zentimeter.

## Aussehen
Diese Vögel haben ein rötlich-braunes bis dunkelbraunes Rückengefieder, der Bauch und die Kehle sind hellbraun, die Brust ist mit schwarz, der Hals ist dunkelbraun. Der Kopf und der Schwanz sind dunkelgrau bis schwarz. Die langen, kräftigen Beine sind schwarz. Der Schwanz beim Männchen besteht aus 12 zerschlissenen Federn, mit 2 drahtigen Mittelfeldern und 2 breiten leicht geschwungenen Außenfedern, die länger sind als beim Weibchen. Der kurze Schnabel ist schwarz.

## Verbreitung und Lebensraum
Diese Art kommt in den dichtbewachsenen Gebieten der Berge ab einer Höhe von 300 Meter ü. N.N. von Südost-Queensland und Nordost-Neusüdwales vor.

## Lebensweise
Er ernährt sich von kleineren wirbellosen Tieren wie Würmern, Krebsen, Spinnen und Insekten, die er mit seinen scharfen Krallen aus dem Boden scharrt. Dabei durchwühlen sie enorme Erdmassen und lockern dadurch den Waldboden auf. Diese Tiere sind keine guten Flieger, in der Luft vollbringen sie nur Gleit- oder Sinkflüge. Zum Schlafen ziehen sie sich auf Bäume zurück. Durch ihre Färbung sind sie gut getarnt. Die Männchen sind standorttreu und besetzen ein Revier mit einer Größe von 2,5–3,5 Hektar. Die Territorien der Weibchen liegen in dem des Männchens oder überlagern sich mit diesem. Das Weibchen gibt nur bei Gefahr Laute von sich. Die Lebenserwartung beträgt ca. 15 Jahre.

## Fortpflanzung
Die Balz vollführen sie auf Plattformen aus Zweigen oder anderen Kletterpflanzen. Durch ihre Bewegungen versetzten sie die Plattform in Schwingungen. Der Gesang ist eine Abfolge von kurzen, lauten Tönen, die von leichteren, weichen Tönen eingeleitet und danach wiederholt wird. Sie imitieren die Gesänge anderer Vögel ,Tiere und Geräusche z. B. Hunde, Pferde oder Motoren. Der Schwanz wird dabei gefächert und über den Rücken nach vorn geworfen, so dass das Männchen fast darunter verschwindet. Diese Art der Vorstellung dauert meist ca. 30 Minuten mitunter bis zu einer Stunde oder länger. Die Männchen gehen keine längere Beziehung mit dem Weibchen ein und beteiligen sich nicht an der Aufzucht. Die Brut findet im Winter statt. Das Nest ist ein großer Haufen aus Ästen mit einem seitlichen Eingang, es wird vom Weibchen allein angelegt. Das Gelege umfasst meist nur 1 ovales hellgraues bis lila braunes Ei mit schwarzbraunen oder schiefergrauen Flecken. Das Gewicht des Eis beträgt ca. 62 Gramm. Die Brutdauer beträgt in etwa 50 Tage. Nach ca. 47 Tagen verlässt das Junge das Nest zum ersten Mal. Das Junge wird bis zu 138 Mal am Tag mit kleineren Portionen von Wirbellosen von den Eltern versorgt. Das Junge geht erst mit Erreichen der Geschlechtsreife im Alter von 8 oder 9 Monaten seiner eigenen Wege.

## Entdeckung
Diese Vogelart wurde erst im Jahre 1847 entdeckt.

## Gefährdung
Diese Art gilt mit einem Bestand von ca. 10.000 Exemplaren als (Near Threatened) potentiell gefährdet. Die Gründe hierfür sind die Umwandlung ihres Lebensraumes in menschliche Siedlungen, landwirtschaftliche Flächen, der Holzeinschlag und Feuer. Auch fallen sie meist eingeführten Säugern leicht zum Opfer. Zum Schutz der Art wurde im Jahre 2003 das Whian State Conservation Area in Queensland eingerichtet. Des Weiteren sind Studien zur Auswirkung von Buschfeuern auf die Populationsdichte und -entwicklung der Art am Laufen.